# Karasu

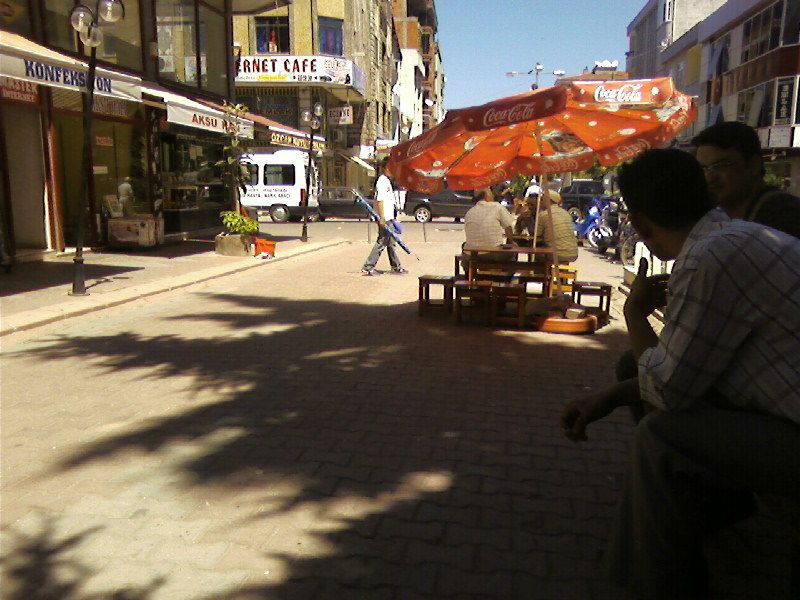
Karasu city center

Karasu là một huyện thuộc tỉnh Sakarya, Thổ Nhĩ Kỳ. Huyện có diện tích 482 km² và dân số thời điểm năm 2007 là 51596 người, mật độ 107 người/km².